# Voltaire Foundation

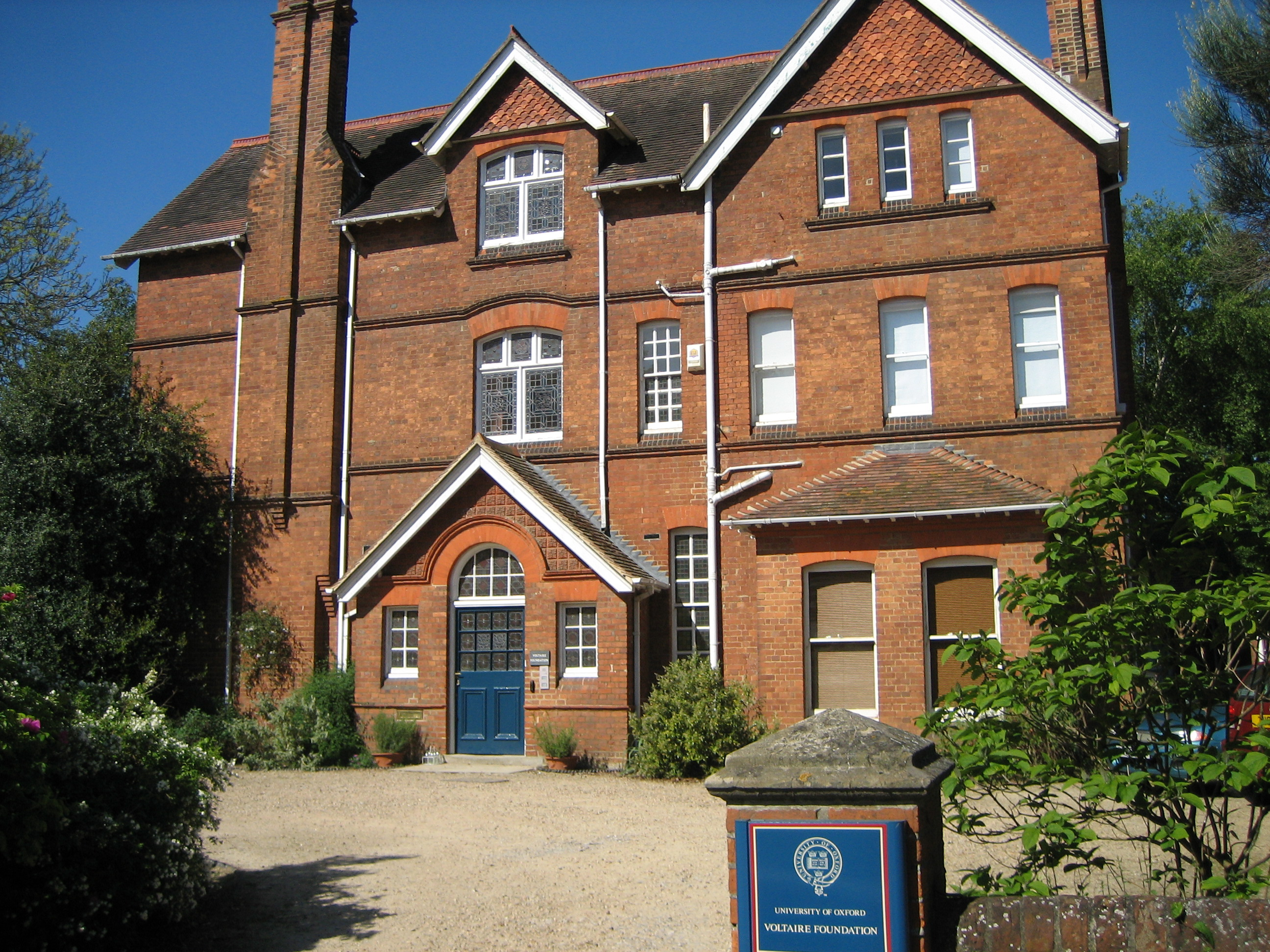
Voltaire Foundation

Die Voltaire Foundation (Vf) ist eine literaturwissenschaftliche Stiftung. Ihr Gründer war der Voltaire-Forscher Theodore Besterman.
Seit den 1970er Jahren ist sie an der renommierten University of Oxford angesiedelt. Sie gilt als das weltweit führende Studien- und Forschungszentrum zur Literatur des 18. Jahrhunderts, also des Zeitalters der Aufklärung. 
Ihr Direktor ist seit dem Jahr 1997 der Professor für französische Literatur Nicholas Cronk.
Zu den Aufgaben der Voltaire-Stiftung gehört vor allem die Edition der ersten vollständigen historisch-kritischen Druckausgabe in chronologischer Anordnung der gesamten Werke Voltaires, der Œuvres complètes de Voltaire (OCV), der Complete Works of Voltaire, mit allen Textvarianten. Im Jahre 1968 initiierte der Gründer der Stiftung, Theodore Besterman, dieses verlegerische Monumentalprojekt mit dem Band OCV 81: Notebooks I.
Im April 2022 wurde nach 55 Jahren philologischer Arbeit (1968–2022) die Edition der Œuvres complètes de Voltaire (OCV) abgeschlossen. Die vollständige gedruckte Gesamtausgabe zählt nun 205 Bände:

„2022 marks the conclusion of a pioneering 55-year project to produce a critical and chronological edition of the Complete works of Voltaire, a milestone in the history of the Voltaire Foundation.“

„Das Jahr 2022 markiert den Abschluss eines bahnbrechenden 55-jährigen Projekts zur Erstellung einer kritischen und chronologischen Ausgabe der Gesamtwerke Voltaires, einen Meilenstein in der Geschichte der Voltaire-Stiftung.“

Eine digitale Ausgabe, Digital Voltaire, ist in Arbeit.
Des Weiteren führt die Voltaire-Stiftung die im Jahre 1955 von Theodore Besterman als Leiter des Institut et Musée Voltaire in Genf, in Les Délices, begonnene Herausgabe der geisteswissenschaftlichen Monographie-Reihe Studies on Voltaire and the Eighteenth Century (SVEC) unter dem neuen Titel: Oxford University Studies in the Enlightenment fort. Bis 2021 sind 600 Bände dieser Forschungs-Reihe erschienen.
Alle Veröffentlichungen der Vf erscheinen zweisprachig, auf Englisch und auf Französisch.

## Kurze Geschichte derVoltaire Foundation (Vf)
Unumstrittener Gründervater der Voltaire Foundation war der Engländer polnischer Herkunft Theodore Besterman, führender Bibliograph des 20. Jahrhunderts, Voltaire-Biograph und unermüdlicher Herausgeber der überaus umfangreichen Korrespondenz Voltaires in 50 Bänden:

„Lorsqu’on lui demanda ce qu’était la Voltaire Foundation, la réponse de Besterman fut aussi immodeste qu’elle était exacte: «La Voltaire Foundation, c’est moi.» Cette étonnante riposte, qui ne peut qu’évoquer Louis XIV, était caractéristique du personnage. Elle est révélatrice d’une vision extraordinaire ainsi que d’un engagement total. Besterman est la source et l’origine de la Foundation, et sans lui elle n’aurait jamais vu le jour.“

„Wenn man ihn [Theodore Besterman] fragte, was die Voltaire Foundation sei, so war seine Antwort genauso unbescheiden wie richtig: „Die Voltaire Foundation, das bin ich.“ Diese erstaunliche Antwort, die unbedingt an Ludwig XIV. denken lässt, war typisch für diese Persönlichkeit. Sie offenbart eine weite Sicht und ein grenzenloses Engagement. Besterman ist fons et origo, Quelle und Ursprung der Stiftung, welche ohne ihn niemals gegründet worden wäre.“

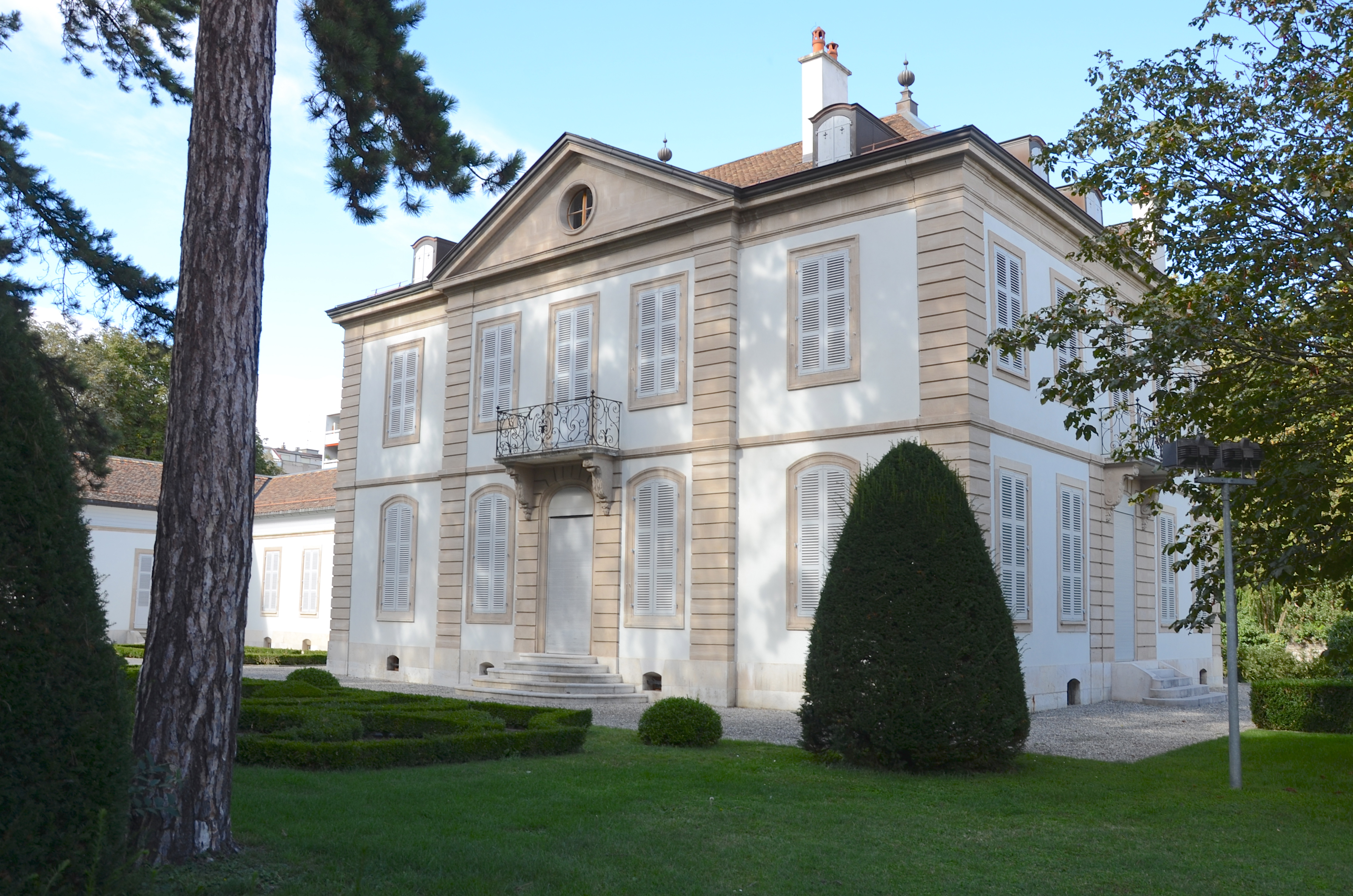
Institut et Musée Voltaire, aux Délices, Genf

Im Jahre 1929 erwarb die Stadt Genf Voltaires ehemaliges Landgut Les Délices, auf dem der «philosophe» von 1755 bis 1760 mit seiner Nichte und Geliebten, Madame Denis (Marie-Louise Mignot, Tochter Voltaires Schwester Marguerite-Catherine Arouet), gewohnt hatte, und wo er 1756 das berühmte Gedicht Poème sur le désastre de Lisbonne (Gedicht über die Katastrophe von Lissabon) verfasst hatte.
Theodore Besterman, der seit seiner Kindheit von Voltaire fasziniert war, hatte sich eine große Privatsammlung von Voltairiana (alte Ausgaben, Original-Manuskripte …) aufgebaut. Anfang der 1950er Jahre trat er in Verhandlungen mit der Stadt Genf und unterbreitete den Vorschlag, in Les Délices ein Voltaire-Forschungszentrum, ein Institut et Musée Voltaire zu gründen. Im Gegenzug würde Besterman dem neugegründeten Museum seine Voltaire-Sammlung übereignen. Die Stadt Genf ging auf den Vorschlag ein. 1954 öffnete das Museum und Theodore Besterman wurde zum Instituts- und Museumsleiter auf Lebenszeit ernannt.
In diesem Museum und Institut in Genf begann Besterman sein immenses verlegerisches Projekt, eine kritische Ausgabe von Voltaires außerordentlich umfangreicher Korrespondenz, welche in der definitive edition (OCV Bände 85–135, 1969–1977, 50 Bände) schließlich 21.221 Briefe umfassen sollte.
Im Jahre 1971 kam es zu einem gerichtlichen Streit zwischen Besterman und der Stadt Genf. Besterman verließ die Schweiz und kehrte nach England zurück. Dort gründete er die Voltaire Foundation. Kurz vor seinem Tode Ende 1976 vermachte Besterman die Voltaire Foundation der Universität Oxford. Seitdem hat die Stiftung dort ihren gesicherten Platz. Nachfolger Bestermans als Stiftungsleiter wurde zunächst sein Sekretär Andrew Brown. Seit 2002 ist Nicholas Cronk, Oxford Professor für französische Literatur, Direktor der Voltaire Foundation.

## Aufgaben derVoltaire Foundation (Vf)

### Edition einer historisch-kritischen Gesamtausgabe der Werke Voltaires

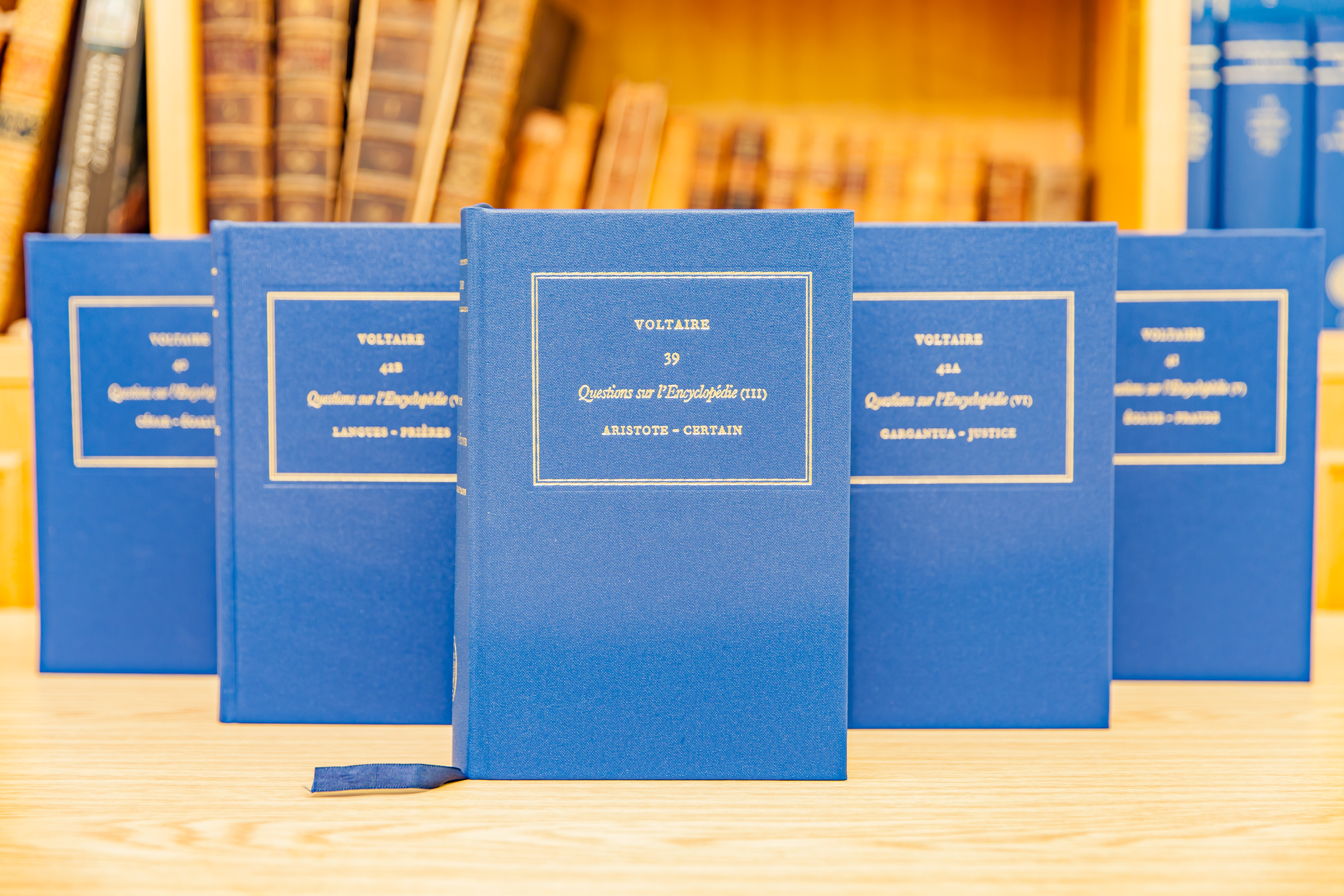
Les Œuvres Complètes de Voltaire (OCV). Herausgegeben von der Voltaire Foundation 1968–2025, 205 Bände

Die philologischen Mängel der drei Voltaire-Werkausgaben des 18. und 19. Jahrhunderts – der 70-bändigen Kehl-Edition (1783–1789), der 72-bändigen Beuchot-Edition (1828–1840) sowie der 52 Bände umfassenden Edition von Moland (1877–1885), welche alle zu Unrecht das Attribut vollständig im Titel trugen, veranlassten Theodore Besterman, das gewaltige Projekt einer vollständigen historisch-kritischen Ausgabe der Werke Voltaires – in chronologischer Reihenfolge – zu verwirklichen:

„Voltaire's correspondence has never yet been edited at all in the true sense of the word. The Kehl edition of 1785–1789 remains the only collective one based on the manuscripts, and we shall see that many of Voltaire's letters were printed in this edition with a somewhat modified regard for what we actually wrote... In the event, more than nine-tenths of the present edition being based on manuscripts,it has been found that the standard Moland text of 1880–1882 does not contain a single letter printed quite accurately, while half of it contains substantial defects.“

Im Jahre 1968 begann Theodore Besterman dieses editorische Monumentalprojekt, Œuvres complètes de Voltaire (OCV) / The Complete Works of Voltaire mit der Herausgabe des Bandes 81: Voltaires Notebooks 1. Auch die Bände OCV 81, 82, 85–135 wurden von Theodore Besterman persönlich bearbeitet.
Im April 2022 wurde nach 55 Jahren philologischer Arbeit (1968–2022) die Edition der Œuvres complètes de Voltaire (OCV) abgeschlossen. Das Gesamtwerk umfasst 205 Bände.

### Herausgabe einer akademischen Monographie-Reihe:SVEC
Bereits als Direktor des Institut et Musée Voltaire in Genf hatte Theodore Besterman eine akademische Monographie-Reihe Studies on Voltaire and the Eighteenth Century (SVEC) ins Leben gerufen. Unter dem Titel Oxford University Studies in the Enlightenment führt die Vf diese Publikationsreihe zur weltweiten Aufklärungs-Forschung fort. Bis 2015 sind bereits 550 Bände erschienen.

### Digital Voltaire
Im Bereich der digitalen Edition ist Voltaires vollständige Korrespondenz bereits für Abonnenten von Electronic Enlightenment im Volltext online abrufbar. 
Die Voltaire Stiftung hat unter der Bezeichnung „Digital Voltaire“ ein weiteres Projekt in Arbeit. Ziel ist die vollständige Digitalisierung der 205-bändigen Printausgabe der Œuvres complètes de Voltaire (OCV).

### Herausgabe der vollständigen Korrespondenz Jean-Jacques Rousseaus
Die Voltaire Foundation ermöglichte dem britischen Romanisten Ralph Alexander Leigh die Edition der vollständigen Korrespondenz Jean-Jacques Rousseaus: 52 Bände, Publikationszeitraum 1965–1998, mehr als 7000 Briefe.

## Erhaltene Auszeichnung
Es ist verwunderlich, dass das bedeutendste Voltaire-Forschungszentrum außerhalb Frankreichs entstanden ist. Nichtsdestoweniger würdigte die Académie française die wissenschaftliche Leistung der Oxforder Voltaire Stiftung, indem sie dieser Forschungseinrichtung im Jahre 2010 den Grand Prix Hervé Deluen verlieh, den größten französischen Preis für Verdienste um die Frankophonie.

## Veröffentlichungen der Vf
- Œuvres complètes de Voltaire (OCV), The Complete Works of Voltaire, 205 Bände, Oxford (1968–2022).
- Theodore Besterman: Voltaire's Correspondence (first edition), Institut et Musée Voltaire, Les Délices, 1953–1965, 107 Bände.
  - Correspondence [of Voltaire] and related documents, definitive edition. In: Œuvres complètes de Voltaire (OCV), Bände 85–135. Voltaire Foundation, Oxford 1968–1977, ISBN 978-0-7294-0049-7.
- Ralph Leigh: Correspondance complète de Jean-Jacques Rousseau. Edition complète des lettres, documents et index (Bände 1–52), ISBN 0-7294-0685-7. Plan de l'édition, Voltaire Foundation.
- Studies on Voltaire and the eighteenth century, SVEC, 1955–2017.
- Oxford University Studies in the Enlightenment, seit 2018. (Fortsetzung der Reihe Studies on Voltaire unter neuem Titel).